# Ральф Коггсхоллский
Ральф Коггсхоллский, или Радульф из Коггсхолла, он же Радульф Коггесхэйл (англ. Ralph of Coggeshall, лат. Radulphus de Coggeshall, умер после 1227 или в 1228) — английский хронист, монах-цистерцианец, шестой настоятель (1207—1218) аббатства Св. Иоанна Крестителя в Коггсхолле (Эссекс), автор «Хроники Англии» (лат. Chronicon Anglicanum) и других исторических сочинений. 

## Биография
Дата рождения неизвестна, возможно, был выходцем из Барнвелла в Кембриджшире, получив там образование при местном августинском приорате, известном своей летописной традицией.
В конце XII века стал монахом-цистерцианцем, и с 1207 по 1218 год служил настоятелем аббатства этого ордена в  Коггсхолле (Эссекс). В 1216 году, во время первой войны баронов, стал очевидцем разорения монастыря наёмниками короля Иоанна Безземельного.
По его собственным словам, отставка его произошла против его воли и желания братии, вследствие плохого здоровья, после чего он, по-видимому, всецело посвятил себя историческим трудам. Скончался в своей обители, вероятно, в апреле 1227-го или 1228 года.

## Сочинения
Принадлежащая перу Ральфа Коггсхоллского «Хроника Англии с 1066 по 1200 год» (лат. Chronicon Anglicanum ab anno M.Lxvi ad M.cc) представляет собой продолжение латинской хроники, издавна составлявшейся в его аббатстве разными летописцами, и лишь с 1187-го по 1205 год Ральф излагает в ней оригинальный материал. Изначально он, видимо, надеялся продолжить своё сочинение до 1227 года, но в сохранившемся автографе оно обрывается тремя годами ранее, причём авторство Ральфа в отношении этой заключительной части оспаривается.
Труд Ральфа Коггсхоллского не отличается литературными достоинствами и, по сути, представляет собой компиляцию из сочинений историков XII века, в том числе Уильяма Мальмсберийского, Генриха Хантингдонского, Уильяма Ньюбургского, Роджера Ховеденского и Ральфа Нигера, а также «Императорских досугов» (1212) Гервасия Тильберийского, с которым автор знаком был лично, не считая разнообразных агиографических работ, вроде жития епископа Одона, мученичества Томаса Бекета, откровений Святого Николая монаху из Ившемского аббатства и пр.
Там, где Ральф Коггсхоллский располагал письменными источниками, он зачатую довольствовался буквальным воспроизведением не только их текстов, но и характерных фразеологических особенностей. В других случаях он располагал в хронологическом порядке, без каких-либо причинно-следственных связей, различные истории и анекдоты, записанные у случайных рассказчиков.
Помимо памятных событий и реальных фактов, Ральф приводит в своём сочинении различные народные легенды, наподобие предания о двух «зелёных детях» из Сетфордского леса, якобы найденных в поле жнецами из деревни Вулпит близ аббатства Бери-Сент-Эдмундс (Суффолк), очевидно, заимствованного у Уильяма Ньюбургского. Однако если последний относит описанный случай ко временам Стефана Блуаского (1135—1154), сам Ральф помещает его уже в конец XII столетия, утверждая, что единственная выжившая из пары отпрысков «лесного народа» девочка, крещёная как Агнес Барр, была служанкой у знакомого ему рыцаря Ричарда де Калне, от которого он якобы и услышал эту историю.
Из числа других сообщений подобного рода заслуживает внимания рассказ о «Водяном из Орфорда» — диком волосатом человеке, пойманном в сеть рыбаками близ указанного замка около 1167 года, который не умел ни говорить, ни молиться, и, после того как ему вновь разрешили поплавать, бесследно исчез в море.
В отличие от Роджера Ховеденского, Ральф почти не обращается в своей хронике к подлинным документам, приведя в ней тексты всего трёх посланий: короля Ричарда Львиное Сердце с французской войны, короля Джона по поводу имущества цистерцианского ордена и папы Иннокентия III с призывом к крестовому походу. Также он цитирует четвёртое, несохранившееся послание французского полководца Гуго де Сен-Поля, принимавшего участие во взятии крестоносцами Константинополя.
С другой стороны, наличие в автографе сочинения Ральфа из Коггсхолла многих исправлений показывает, что он старался проверять свои данные. Некоторые из его информаторов вызывают доверие, как, например, королевский лесничий Хью де Невилль, присутствовавший при заключении Ричардом I договора с сарацинами в Палестине, или капеллан Ричарда Ансельм, сообщивший ему детали пленения Леопольдом V Австрийским своего господина. Приводимые им подробности захвата византийской столицы крестоносцами в 1204 году, полученные от участников и очевидцев, делают его хронику ценным источником по истории четвёртого крестового похода, помимо которого она частично касается и Альбигойских войн.
Несколько меньшее доверие заслуживает такой информатор Ральфа, как аббат цистерцианского монастыря Ле Пин близ Пуатье Пьер Мило, принимавший исповедь у Ричарда, смертельно раненого 26 марта 1199 года при осаде аквитанского замка Шалю, принадлежавшего виконту Лиможскому Адемару. С его слов, хронист специально отмечает, что Ричард якобы семь лет воздерживался от причастия исключительно «из-за смертельной ненависти, которую он носил в сердце к королю Франции», а заключив с последним перемирие на время Великого поста, вероломно вторгся во владения союзного ему виконта, совершив этим святотатство. Вместе с тем, детальный рассказ Ральфа об обстоятельствах ранения и гибели Ричарда даёт немало ценной информации биографам короля-полководца.
Невзирая на бесстрастный тон хроники, она содержит ряд авторских оценок описываемых исторических персонажей. Так, в отличие от своего предшественника Нигера, Ральф под 1161 годом благожелательно отзывается о короле Генрихе II Плантагенете. Более прохладную и взвешенную характеристику получает у него король Ричард Львиное Сердце, которого он называет, с одной стороны, славным рыцарем, покровителем христианства и защитником церкви, популярным среди народных масс, а с другой, отмечает, что несносный характер и недальновидность этого короля привели к неоправданным расходам на его авантюры и, в конечном итоге, к финансовому кризису и смуте в стране. Будучи убеждённым цистерцианцем и сторонником семьи Мандевилей, Ральф, подобно своему современнику Роджеру Вендоверскому, негативно характеризует брата Ричарда — короля Джона.
«Хроника Святой земли» (лат. Chronicon Terrae Sanctae), или «Книга о завоевании Святой Земли Саладином» (лат. Libellus de expugnatione Terrae Sanctae per Saladinum), сохранившаяся в одной рукописи с хроникой Ральфа, как показали исследования, написана другим автором, но послужила ему в качестве одного из источников.
Под 1091 годом в своей хронике Ральф ссылается также на составленную им книгу о чудесах и видениях, которая не сохранилась. Его перу принадлежит продолжение хроники Ральфа Нигера с 1162 по 1178 год, а также краткие анналы с 1066 по 1223 год.
Приписываемая ему так называемая «Книга гонений на англичан при короле Иоанне» (лат. Libellus de motibus anglicanis sub rege Johanne) представляет собой лишь выдержки из его хроники, признаваемой одним из наиболее подробных источников о правлении этого монарха.

## Рукописи и издания
Автограф «Хроники Англии», вместе с продолжением хроники Нигера, находится ныне в Британской библиотеке в собрании Коттона (MS Vespasian D. X) и содержит следы авторской правки, более поздние копии хранятся в собраниях Геральдической палаты Великобритании (Лондон) и Национальной библиотеки Франции (Париж).
Продолжение Ральфом Коггсхоллским хроники Ральфа Нигера за 1161—1178 годы издано было в 1851 году в Лондоне Робертом Анструтером для «Общества Кэкстона». В 1856 году там же была опубликована Э. Дж. Донкиным сама хроника Ральфа Коггсхоллского, вместе с анонимной «Хроникой Святой земли». Комментированное научное издание её было подготовлено в 1875 году для Rolls Series издателем и архивистом Джозефом Стивенсоном.

## Публикации
- Additiones Monachi de Cogeshale // Radulfi Nigri Chronica: The chronicles of Ralph Niger, ed. by Robert Anstruther. — London: Caxton Society, 1851. — pp. 178–191.
- Radulphi de Coggeshall Chronicon Anglicanum, De expugnatione Terræ Sanctæ libellus, Thomas Agnellus De morte et sepultura Henrici regis Angliæ junioris, Gesta Fulconis filii Warini, excerpta ex Otiis imperialibus Gervasius Tileburiensis. Ex codicibus manuscriptis edidit Josephus Stevenson. — London: Longman, 1875. — pp. 1–208.
- Ralph of Coggeshall. Chronicle // Andrea, Alfred J. Contemporary sources for the fourth crusade. — Leiden-Boston-Koeln: Brill, 2000.